# Chaîne Centrale (Nouvelle-Guinée)
Pour les articles homonymes, voir Chaîne centrale.
La chaîne Centrale, également appelée cordillère Centrale, est une chaîne de montagnes qui traverse d'ouest en est la Nouvelle-Guinée.
Elle se subdivise en plusieurs chaînes de montagne : les monts Maoke, les monts Bismarck et la chaîne Owen Stanley.